# Polynema platense
Polynema platense is een vliesvleugelig insect uit de familie Mymaridae. De wetenschappelijke naam is voor het eerst geldig gepubliceerd in 1913 door Brèthes.